# レジーナブックス
レジーナブックスは、アルファポリスが発行、星雲社が発売している女性向けライトノベル系小説レーベル。

## 概要
アルファポリスが、女性向けのファンタジー小説を刊行するため、2010年に立ち上げたレーベルである。
異世界や剣と魔法だけでなく、恋愛物、現代物、時代物、近未来物などを扱っているが、作品によっては性描写を取り扱うため、同社が発行しているエタニティブックスと同じように、個別の作品における性描写の有無や度合いをロゴの色で示している。
翼マークは異世界トリップ、剣マークは剣と魔法、指輪マークのピンクは恋愛・性描写なし、指輪マークの赤は恋愛・性描写あり（ティーンズラブ作品）である。創刊第1作目は翼マークの「リセット」（如月ゆすら）。
レーベル内でティーンズラブを扱う指輪マークの赤は2018年11月刊の『エリート神官様は恋愛脳!?』（くるひなた）と『薬屋の魔女は押しかけ婿から逃れられない!』（小桜けい）以降、刊行がない。

## 作品一覧

### あ行
| タイトル                                                                                        | 著者         | イラスト            | 巻数 |
| ----------------------------------------------------------------------------------------------- | ------------ | ------------------- | ---- |
| 愛してると言いなさい                                                                            | 安芸とわこ   | 甘塩コメコ          | 3    |
| アイリスの剣                                                                                    | 小田マキ     | こっこ              | 4    |
| 悪の女王の軌跡                                                                                  | 風見くのえ   | 瀧順子              | 2    |
| 悪役令嬢に転生したので断罪エンドまでぐーたら過ごしたい 王子がスパルタとか聞いてないんですけど!? | 斯波         | 風ことら            | 1    |
| 悪役令嬢に転生したようですが、知った事ではありません                                            | 平野とまる   | 烏丸笑夢            | 2    |
| 悪役令嬢になりました。                                                                          | 黒田悠月     | 雪子                | 1    |
| 悪役令嬢のおかあさま                                                                            | ミズメ       | krage               | 1    |
| 悪役令嬢の結婚後 もふもふ好き令嬢は平穏に暮らしたい                                             | 青蔵千草     | 風ことら            | 1    |
| 悪役令嬢の役割は終えました                                                                      | 月椿         | 煮たか              | 2    |
| 悪役令嬢はヒロインを虐めている場合ではない                                                      | 四宮あか     | 11ちゃん            | 2    |
| 悪役令嬢は優雅に微笑む                                                                          | 音無砂月     | 八美☆わん           | 1    |
| 悪役令嬢らしく嫌がらせをしているのですが、王太子殿下にリカバリーされてる件                      | 新山さゆり   | 左近堂絵里          | 1    |
| 悪辣執事のなげやり人生                                                                          | 江本マシメサ | 御子柴リョウ        | 1    |
| アマモの森のご飯屋さん                                                                          | 桜あげは     | 八美☆わん           | 1    |
| アラサー聖女様は溜息を吐く                                                                      | 斎木リコ     | 牛野こも            | 1    |
| アラフォー少女の異世界ぶらり漫遊記                                                              | 道草家守     | れんた              | 2    |
| ある日、ぶりっ子悪役令嬢になりまして。                                                          | 桜あげは     | 春が野かおる        | 3    |
| 暗殺姫は籠の中                                                                                  | 小桜けい     | den                 | 1    |
| Ｅランクの薬師                                                                                  | 雪兎ざっく   | 麻先みち・八美☆わん | 3    |
| 異界の姫巫女はパティシエール                                                                    | まりの       | ゆき哉              | 1    |
| 異界の魔術士                                                                                    | ヘロー天気   | miogrobin           | 10   |
| 異界の錬金術士                                                                                  | ヘロー天気   | 名尾生博            | 1    |
| 異世界大家さんの下宿屋事情                                                                      | 六つ花えいこ | 雨壱絵穹            | 1    |
| 異世界工房通り訳ありアンティーク店                                                              | 小津カヲル   | RAHWIA              | 1    |
| 異世界でカフェを開店しました。                                                                  | 甘沢林檎     | ⑪（トイチ）         | 13   |
| 異世界で『黒の癒し手』って呼ばれています                                                        | ふじま美耶   | 飴シロ              | 5    |
| 異世界で失敗しない100の方法                                                                     | 青蔵千草     | ひし                | 5    |
| 異世界で身代わり巫女をやらされてます                                                            | 山梨ネコ     | 泉美テイヌ          | 1    |
| 異世界で、もふもふライフ始めました。                                                            | 黒辺あゆみ   | カトーナオ          | 1    |
| 異世界で幼女化したので養女になったり書記官になったりします                                      | 瀬尾優梨     | 黒野ユウ            | 5    |
| 異世界で傭兵団のマネージャーはじめました。                                                      | 木野美森     | アレア              | 1    |
| 異世界取り違え王妃                                                                              | 小田マキ     | カトーナオ          | 1    |
| 異世界にて痩せる想いなのです                                                                    | 相坂桃花     | はたけみち          | 1    |
| 異世界の海原を乙女は走る                                                                        | 相坂桃花     | 朱月とまと          | 1    |
| 異世界の平和を守るだけの簡単なお仕事                                                            | 富樫聖夜     | 名尾生博            | 1    |
| 偽りの花嫁は貴公子の腕の中に落ちる                                                              | 中村まり     | すがはら竜          | 1    |
| イミテーション・プリンセス                                                                      | 天都しずる   | アオイ冬子          | 2    |
| 入れ代わりのその果てに                                                                          | ゆなり       | りす                | 7    |
| 入れ替わり令嬢は国を救う                                                                        | 斎木リコ     | 山下ナナオ          | 1    |
| 運命の乙女は狂王に奪われる                                                                      | 木野美森     | 北沢きょう          | 1    |
| 運命の改変、承ります                                                                            | 月丘マルリ   | hi8mugi             | 1    |
| 運命の番は獣人のようです                                                                        | 山梨ネコ     | 漣ミサ              | 1    |
| えっ？ 平凡ですよ??                                                                             | 月雪はな     | かる                | 9    |
| エリート神官様は恋愛脳!?                                                                        | くるひなた   | 仁藤あかね          | 1    |
| 追い出され女子は異世界温泉旅館でゆったり生きたい                                                | 風見くのえ   | 漣ミサ              | 1    |
| 王さまに憑かれてしまいました                                                                    | 風見くのえ   | ocha                | 3    |
| 王子様のお抱え薬師                                                                              | 狩田眞夜     | あららぎ蒼史        | 1    |
| 王子さまの守り人                                                                                | 遊森謡子     | トイチ              | 2    |
| 王太子様の子を産むためには                                                                      | 秋風からこ   | 三浦ひらく          | 1    |
| 王太子妃殿下の離宮改造計画                                                                      | 斎木リコ     | 日向ろこ            | 7    |
| 王と月                                                                                          | 夏目みや     | 篁ふみ              | 3    |
| 王立辺境警備隊にがお絵屋へようこそ！                                                            | 小津カヲル   | 羽公                | 2    |
| お妃候補は正直しんどい                                                                          | きゃる       | まち                | 1    |
| お嬢、メイドになる！                                                                            | 相坂桃花     | 仁藤あかね          | 1    |
| お掃除させていただきます！                                                                      | 灯乃         | 名尾生博            | 1    |
| おとぎ話は終わらない                                                                            | 灯乃         | 麻谷知世            | 4    |
| 乙女ゲームの悪役なんてどこかで聞いた話ですが                                                    | 柏てん       | まろ                | 5    |
| 鬼の乙女は婚活の旅に出る                                                                        | 矢島汐       | 風ことら            | 1    |

### か行
| タイトル                                                                       | 著者         | イラスト     | 巻数 |
| ------------------------------------------------------------------------------ | ------------ | ------------ | ---- |
| 閣下、この恋はお仕事ですか？                                                   | 文野さと     | soutome      | 1    |
| 寡黙な騎士団長は花嫁を溺愛する                                                 | 水無瀬雨音   | 一花夜       | 1    |
| 軽い気持ちで替え玉になったらとんでもない夫がついてきた。                       | 奏多悠香     | みくに紘真   | 2    |
| 下級巫女、行き遅れたら能力上がって聖女並みになりました                         | 富士とまと   | Shabon       | 2    |
| 勘違い妻は騎士隊長に愛される。                                                 | 更紗         | soutome      | 1    |
| 勘違い魔女は討伐騎士に愛される。                                               | 更紗         | soutome      | 1    |
| 甘味女子は異世界でほっこり暮らしたい                                           | 黒辺あゆみ   | とあ         | 1    |
| 騎士様の使い魔                                                                 | 村沢侑       | オオタケ     | 4    |
| 君がいる世界で。―聖少女と黒の英雄                                              | 羽鳥紘       | キヲー       | 1    |
| 綺麗になるから見てなさいっ！                                                   | きゃる       | 仁藤あかね   | 1    |
| 薬屋の魔女は押しかけ婿から逃れられない！                                       | 小桜けい     | ゆき哉       | 1    |
| 継母と妹に家を乗っ取られたので、魔法都市で新しい人生始めます！                 | 桜あげは     | 志田         | 1    |
| ゲーマー女子のMMOトリップ日記                                                  | 草野瀬津璃   | 絲原ようじ   | 1    |
| 剣の求婚                                                                       | 天都しずる   | 仁藤あかね   | 2    |
| 恋するきっかけは秘密の王子様                                                   | 安芸とわこ   | あり子       | 1    |
| 恋に生きる転生令嬢 乙女ゲームのシナリオなんて知りません！                      | 柊一葉       | くろでこ     | 1    |
| 公爵家に生まれて初日に跡継ぎ失格の烙印を押されましたが今日も元気に生きてます！ | 小択出新都   | 珠梨やすゆき | 4    |
| 公爵様と仲良くなるだけの簡単なお仕事                                           | 江本マシメサ | hi8mugi      | 1    |
| 皇太子妃のお務め奮闘記                                                         | 江本マシメサ | rera         | 1    |
| これが最後の異世界トリップ                                                     | 河居ありさ   | 笹原亜美     | 1    |
| これがわたしの旦那さま                                                         | 市尾彩佳     | YU-SA        | 5    |
| これは余が余の為に頑張る物語である                                             | 文月ゆうり   | Shabon       | 4    |
| 転がり落ちた聖女                                                               | 夏目みや     | なな         | 1    |
| 今度こそ幸せになります！                                                       | 斎木リコ     | アズ         | 4    |
| 婚約破棄から押しかけ婚します！                                                 | 相坂桃花     | あいるむ     | 1    |
| 婚約破棄系悪役令嬢に転生したので、保身に走りました。                           | 灯乃         | mepo         | 3    |
| 婚約破棄されたと思ったら次の結婚相手が王国一恐ろしい男だった件                 | 卯月みつび   | だしお       | 1    |
| 婚約破棄されたので王宮の裏ボス目指します！                                     | 雨宮れん     | 仁藤あかね   | 2    |
| 婚約破棄された目隠れ令嬢は白金の竜王に溺愛される                               | 高遠すばる   | 凪かすみ     | 1    |
| 婚約破棄されまして（笑）                                                       | 竹本芳生     | 封宝         | 5    |

### さ行
| タイトル                                                                                | 著者         | イラスト         | 巻数 |
| --------------------------------------------------------------------------------------- | ------------ | ---------------- | ---- |
| 最後にひとつだけお願いしてもよろしいでしょうか                                          | 鳳ナナ       | 沙月             | 2    |
| 宰相閣下とパンダと私                                                                    | 黒辺あゆみ   | はたけみち       | 2    |
| 詐騎士                                                                                  | かいとーこ   | キヲー           | 12   |
| 虐げられた令嬢は、実は最強の聖女 もう愛してくれなくて構いません、私は隣国の民を癒します | 志野田みかん | 茲近もく         | 1    |
| 侍女に求婚はご法度です！                                                                | 内野月化     | 吉良悠           | 1    |
| 死にかけて全部思い出しました!!                                                          | 家具付       | gamu             | 4    |
| シャドウ・ガール                                                                        | 文野さと     | 上原た壱         | 3    |
| 処刑エンドからだけど何とか楽しんでやるー！                                              | 福留しゅん   | 天城望           | 1    |
| 処刑された王女は隣国に転生して聖女となる                                                | 空飛ぶひよこ | 祀花よう子       | 1    |
| 心機一転！転生王女のお気楽流刑地ライフ                                                  | くるひなた   | 風ことら         | 1    |
| 清純派令嬢として転生したけれど、好きに生きると決めました                                | 夏目みや     | 封宝             | 1    |
| 精霊術師さまはがんばりたい。                                                            | 黒辺あゆみ   | 飴シロ           | 1    |
| 精霊地界物語                                                                            | 山梨ネコ     | ヤミーゴ         | 4    |
| 世界を救った姫巫女は                                                                    | 六つ花えいこ | ふーみ           | 1    |
| 前世を思い出したのは“ざまぁ”された後でした                                              | 穂波         | 深山キリ         | 1    |
| 専属料理人なのに、料理しかしないと追い出されました。                                    | 桜鴬         | 八美☆わん        | 2    |
| その日の空は蒼かった                                                                    | 龍槍椀       | フルーツパンチ。 | 1    |

### た行
| タイトル                                                   | 著者               | イラスト     | 巻数 |
| ---------------------------------------------------------- | ------------------ | ------------ | ---- |
| ダィテス領攻防記                                           | 牧原のどか         | hi8mugi      | 8    |
| 町民C、勇者様に拉致される                                  | つくえ             | アズ         | 3    |
| 追放からはじまるもふもふスローライフ                       | 小津カヲル         | 縹ヨツバ     | 1    |
| 追放ご令嬢は華麗に返り咲く                                 | 歌月碧威           | 彩月つかさ   | 1    |
| 追放された最強聖女は、街でスローライフを送りたい！         | やしろ慧           | おの秋人     | 2    |
| 出戻り巫女は竜騎士様に恋をする。                           | 青蔵千草           | RAHWIA       | 1    |
| 転移先は薬師が少ない世界でした                             | 饕餮               | 藻           | 5    |
| 天使と悪魔の契約結婚                                       | 東万里央           | 八美☆わん    | 2    |
| 転生侯爵令嬢奮闘記 わたし、立派にざまぁされてみせます！    | 志野田みかん       | 昌未         | 1    |
| 転生しました、脳筋聖女です                                 | 香月航             | わか         | 2    |
| 転生者はチートを望まない                                   | 奈月葵             | 奈津ナツナ   | 4    |
| 転生少女、運の良さだけで生き抜きます！                     | 足助右禄           | 黒裄         | 1    |
| 転生少女は自由に生きる。                                   | 池中織奈           | 杜乃ミズ     | 1    |
| 転生ババァは見過ごせない！ 〜元悪徳女帝の二周目ライフ〜    | ナカノムラアヤスケ | タカ氏       | 4    |
| 転生メイドの辺境子育て事情                                 | 遊森謡子           | 縹ヨツバ     | 1    |
| 転生幼女。神獣と王子と、最強のおじさん傭兵団の中で生きる。 | 餡子・ロ・モティ   | こよいみつき | 4    |
| 転生令嬢の物理無双                                         | 卯月みつび         | 黒裄         | 1    |
| 転生令嬢は庶民の味に飢えている                             | 柚木原みやこ       | ミュシャ     | 4    |
| 天井裏からどうぞよろしく                                   | くるひなた         | 仁藤あかね   | 2    |
| とある小さな村のチートな鍛冶屋さん                         | 夜船紡             | みつなり都   | 3    |
| トカゲなわたし                                             | かなん             | 吉良悠       | 1    |
| トカゲの庭園                                               | 内野月化           | 岩崎美奈子   | 1    |
| 飛べない嫁は跳べる夫に恋をする                             | 奏多悠香           | soutome      | 1    |
| トマトリップ                                               | 夏目みや           | 雲屋ゆきお   | 2    |
| ドラゴン嫌いの女子が竜人世界にトリップしたら               | 狩田眞夜           | 絲原ようじ   | 1    |

### な行
| タイトル                                                | 著者       | イラスト | 巻数 |
| ------------------------------------------------------- | ---------- | -------- | ---- |
| 逃げて、追われて、捕まって                              | あみにあ   | 深山キリ | 1    |
| 二度目まして異世界                                      | かなん     | gamu     | 1    |
| 猫の手でもよろしければ                                  | 遊森謡子   | アレア   | 1    |
| 熱砂の凶王と眠りたくない王妃さま                        | 小桜けい   | 縹ヨツバ | 1    |
| 残り一日で破滅フラグ全部へし折ります ざまぁRTA記録24Hr. | 福留しゅん | 天城望   | 1    |
| 望まれた政略結婚                                        | 瀬尾優梨   | 縞       | 1    |
| 野良竜を拾ったら、女神として覚醒しそうになりました（涙  | 中村まり   | にもし   | 1    |

### は行
| タイトル                                                                     | 著者         | イラスト     | 巻数 |
| ---------------------------------------------------------------------------- | ------------ | ------------ | ---- |
| 鋼将軍の銀色花嫁                                                             | 小桜けい     | 小禄         | 1    |
| 外れスキルをもらって異世界トリップしたら、チートなイケメンたちに溺愛された件 | 風見くのえ   | 藤村ゆかこ   | 1    |
| パーティを追い出されましたがむしろ好都合です！                               | 八神凪       | ネコメガネ   | 2    |
| 美食の聖女様                                                                 | 山梨ネコ     | 漣ミサ       | 2    |
| 人質王女は居残り希望                                                         | 小桜けい     | 三浦ひらく   | 1    |
| 一目で、恋に落ちました                                                       | 灯乃         | ICA          | 1    |
| 貧乏姫は婚活中!                                                              | 羽鳥紘       | SHABON       | 1    |
| ファーランドの聖女                                                           | 小田マキ     | カトーナオ   | 2    |
| 風呂場女神                                                                   | 小声奏       | miogrobin    | 1    |
| 偏愛侍女は黒の人狼隊長を洗いたい                                             | あきのみどり | 藤村ゆかこ   | 1    |
| ほっといて下さい 従魔とチートライフ楽しみたい！                              | 三園七詩     | あめや       | 3    |
| ホテルラフレシアで朝食を                                                     | 相坂桃花     | アレア       | 1    |
| 本気の悪役令嬢！                                                             | きゃる       | あららぎ蒼史 | 1    |

### ま行
| タイトル                                                         | 著者       | イラスト    | 巻数 |
| ---------------------------------------------------------------- | ---------- | ----------- | ---- |
| 魔王失格！                                                       | 羽鳥紘     | ocha        | 1    |
| 魔界王立幼稚園ひまわり組                                         | まりの     | ⑪（トイチ） | 2    |
| 魔女はパン屋になりました。                                       | 月丘マルリ | 六原ミツヂ  | 1    |
| 緑の魔法と香りの使い手                                           | 兎希メグ   | 縹ヨツバ    | 2    |
| 実りの聖女のまったり異世界ライフ                                 | 黒辺あゆみ | くろでこ    | 1    |
| 無敵聖女のてくてく異世界歩き                                     | まりの     | くろでこ    | 1    |
| 村人召喚？ お前は呼んでないと追い出されたので気ままに生きる      | 丹辺るん   | はま        | 2    |
| メイドから母になりました                                         | 夕月星夜   | ロジ        | 4    |
| 目隠し姫と鉄仮面                                                 | 草野瀬津璃 | ICA         | 2    |
| 女神なのに命取られそうです。                                     | 羽鳥 紘    | みくに紘真  | 1    |
| 女神なんてお断りですっ。                                         | 紫南       | ocha        | 8    |
| 女神に訳アリ魔道士を押し付けられまして。                         | 奈月葵     | 名尾生博    | 1    |
| 盲目の公爵令嬢に転生しました                                     | 波湖真     | 堀泉インコ  | 2    |
| 元悪女は、本に埋もれて暮らしたい                                 | 瀬尾優梨   | kgr         | 1    |
| 元獣医の令嬢は婚約破棄されましたが、もふもふたちに大人気です!    | 園宮りおん | Tobi        | 2    |
| モブでも認知ぐらいしてほしいと思ったのがそもそもの間違いでした。 | 行倉宙華   | 有村        | 1    |

### や行
| タイトル                                               | 著者       | イラスト   | 巻数 |
| ------------------------------------------------------ | ---------- | ---------- | ---- |
| 勇者様にいきなり求婚されたのですが                     | 富樫聖夜   | 鹿澄ハル   | 5    |
| 勇者と魔王が転生したら、最強夫婦になりました。         | 狩田眞夜   | 昌未       | 1    |
| 勇者に買われた奴隷ですが、なぜか勇者を調教しています。 | 荒城ひかり | くろでこ   | 1    |
| 勇者に婚約破棄された魔法使いはへこたれない             | 草野瀬津璃 | 山下ナナオ | 1    |
| 予知の聖女は騎士と共にフラグを叩き折る                 | 青蔵千草   | 縹ヨツバ   | 1    |
| 嫁姑戦争in異世界！                                     | 更紗       | 泉美テイヌ | 1    |

### ら行
| タイトル                                                    | 著者                 | イラスト     | 巻数 |
| ----------------------------------------------------------- | -------------------- | ------------ | ---- |
| リエラの素材回収所                                          | 霧聖羅               | こよいみつき | 2    |
| 利己的な聖人候補 とりあえず異世界でワガママさせてもらいます | やまなぎ             | すがはら竜   | 2    |
| リセット                                                    | 如月ゆすら           | アズ         | 14   |
| 竜人さまに狂愛される悪役令嬢には王子なんか必要ありません！  | 深月カナメ           | Iyutani      | 1    |
| 竜転だお！                                                  | 文月ゆうり           | 十五日       | 2    |
| 竜の卵を食べた彼女は普通の人間に戻りたい                    | 灯乃                 | 名尾生博     | 1    |
| 令嬢司書は冷酷な王子の腕の中                                | 木野美森             | 牡牛まる     | 1    |
| 令嬢はまったりをご所望。                                    | 三月べに（望月べに） | RAHWIA       | 5    |
| 錬金術師も楽じゃない?                                       | 黒辺あゆみ           | はたけみち   | 1    |
| 60秒先の未来、教えます                                      | 雨宮茉莉             | カトーナオ   | 1    |

### わ行
| タイトル                                                                | 著者           | イラスト     | 巻数 |
| ----------------------------------------------------------------------- | -------------- | ------------ | ---- |
| 訳あり悪役令嬢は、婚約破棄後の人生を自由に生きる                        | 卯月みつび     | 藤小豆       | 2    |
| わたし、異世界で癒しの聖女になったらしいです                            | 桜あげは       | krage        | 1    |
| 私がアンデッド城でコックになった理由                                    | 山石コウ       | 六原ミツヂ   | 1    |
| 私がいつの間にか精霊王の母親に!?                                        | 桜あぴ子       | 成瀬ちさと   | 1    |
| 私の平穏な日々                                                          | あきづきみなと | nyanya       | 1    |
| 私は悪役令嬢なんかじゃないっ!! 闇使いだからって必ずしも悪役だと思うなよ | 音無砂月       | あららぎ蒼史 | 1    |
| 私は聖女じゃない、ただのアラサーです！                                  | 桜あげは       | ゆき哉       | 1    |
| 私は聖女ではないですか。じゃあ勝手にするので放っといてください。        | アーエル       | 八美☆わん    | 1    |

## アニメ化作品
| 作品                                           | 放送年 | アニメーション制作           | 備考 |
| ---------------------------------------------- | ------ | ---------------------------- | ---- |
| 最後にひとつだけお願いしてもよろしいでしょうか | 2025年 | ライデンフィルム京都スタジオ |      |
| 自称悪役令嬢な婚約者の観察記録。               | 2026年 | 葦プロダクション             |      |

## 執筆陣
- 村沢侑
- 雨宮れん
- 灯乃
- 平野とまる
- 富樫聖夜
- 小声奏
- 草野瀬津璃
- ヘロー天気
- 雪永真希
- 雨宮茉莉
- 天都しずる
- 遊森謡子
- くるひなた
- 安芸とわこ
- ゆなり
- 甘沢林檎
- 山梨ネコ
- 市尾彩佳
- かいとーこ
- 鳴澤うた
- ふじま美耶
- つくえ
- 文野さと
- 青蔵千草
- 小田マキ
- 月雪はな
- 斎木リコ
- 牧原のどか
- 如月ゆすら
- 文月ゆうり
- 広瀬もりの

## レジーナ文庫
2014年に創刊された、レジーナブックス作品の文庫レーベル。

## レジーナコミックス
2015年に創刊された、レジーナブックス作品の漫画レーベル。公式サイトでWebコミックとしてコミカライズされた作品の単行本。